# Stephanachne
Stephanachne är ett släkte av gräs. Stephanachne ingår i familjen gräs.
Kladogram enligt Catalogue of Life:
| Stephanachne | \| \| Stephanachne nigrescens \| \| \| \| \| \| Stephanachne pappophorea \| \| \| \| |
|              | \| \| Stephanachne nigrescens \| \| \| \| \| \| Stephanachne pappophorea \| \| \| \| |
|              | Stephanachne nigrescens                                                              |
|              |                                                                                      |
|              | Stephanachne pappophorea                                                             |
|              |                                                                                      |